# Аркана, Кени
Keny Arkana (род. 20 декабря 1982 года, Марсель) — французская рэп-исполнительница аргентинского происхождения. В 2004 основала музыкальный коллектив под названием La Rage du peuple, что в переводе с французского обозначает - Движение народного гнева.

## Биография
Аркана родилась 20 декабря 1982 в аргентинской семье, в Булонь-сюр-Мер, Франция, и выросла в городе Марсель. Песни начала писать в возрасте 12 лет, а спустя два года — читать рэп публично.
1996: Кени Аркана начинает читать рэп для своих соседей по общежитию. Бывает сложно говорить о вещах, которые причиняют боль, но у Кени легко получается повествовать о них в рэпе.
2006: Выходит долгожданный первый альбом «Entre ciment et belle étoile». Многочисленные путешествия с целью познать мир самой, а не из книг. А также встречи с людьми, которые разделяли с ней ту же жажду свободы и ту же ненависть к экономике, которая идет по человеческим ценностям. А также стихи и музыка, которые помогали ей выразить свои утопические идеи, убеждения, свой гнев и сомнения. Также известно, что Кени является с 2015 года вегетерианкой. С 2015-2016 проживала в штате Чьяпас. Имеет индейские корни.
«Я вышла из пожара, посмотри на ожоги моей души, которая помечена красным ножом, как быть, моя память приговаривает меня: внутренние страдания, колющая назойливая боль вечные вопросы расправляются со мной и днем и ночью… и как вылечить неизлечимое??» («Je Viens de L’Incendiе»).
В «Entre Ciment Et Belle Etoile», всякая ярость – конструктивна, борьба не имеет конца, и протест и самоанализ неразделимы. Начиная с «Le Missile Suit Sa Lancée» а потом и с необузданной «Je Viens De l’Incendie» был задан тон. С содранной наживую кожей Кени читает рэп о своих обидах неистово и убежденно. Как будто была в заточении долгое время, она говорит о том, что её беспокоит, накладывая свой ритм на музыку и тренирует слушателя в своей погоне не останавливаясь. Она знает, что она не единственная, кто познал «насилие системы», и рассказ о её собственном пути питает слово, которое никогда не потеряется в абстракции.
Так и в альбоме, который Кени начинает с коллективного сознания («Jeunesse du Monde»), она сожалеет об отсутствии противостояния экономической глобализации нашей эпохи («Sans Terre d’Asile»), или призывает к индивидуальным проблемам («Cueille Ta Vie»), в её речи никогда нет идеологии, она основана на человечности. Кени умножает точки зрения, меняет масштабы и рисует портрет мира в развитии, которое ни на ком не экономит. Она превращается в аргентинского подростка («Victoria», avec Claudio Ernesto Gonzalez), воплощает улицу, чтобы объявить ей восхваление («La Mère des Enfants Perdus»), высмеивает политических деятелей («Nettoyage au Kärcher») или говорит о людях, которые пересекаются утром у автобусной остановки (à nouveau «Cueille Ta Vie»). И когда речь становится яростнее, выходит первый трек из альбома под названием La Rage, совсем уже не в легкой, но в красивой форме, повествующий о мировой ситуации, которая делает невозможной личностное развитие.
Неся дух глобальных перемен, трек «Entre Ciment Et Belle Etoile» равным образом содержит в себе вопросы своего автора. Она поет в своей песне «Clouée Au Sol»: «Изменение мира начинается с самого себя». Но часто очень нелегко добиться внутренней гармонии, тогда Кени решает добиться мира в своих мучениях. В триптихе «Entre Les Lignes» («Clouée Au Sol», «Une Goutte de Plus», «Prière»), она выставляет напоказ свои неудачи, рассматривает свои сомнения и выражает свои утверждения, кристаллизуя это постоянное балансирование между погоней за коллективными приключениями и собственным бегом, силой своих убеждений и страхом перед будущим, в то время как её вера остается несокрушимым столбом. Выражение её мучений достигает пика в исповеди «Je Suis La Solitaire».

## Дискография

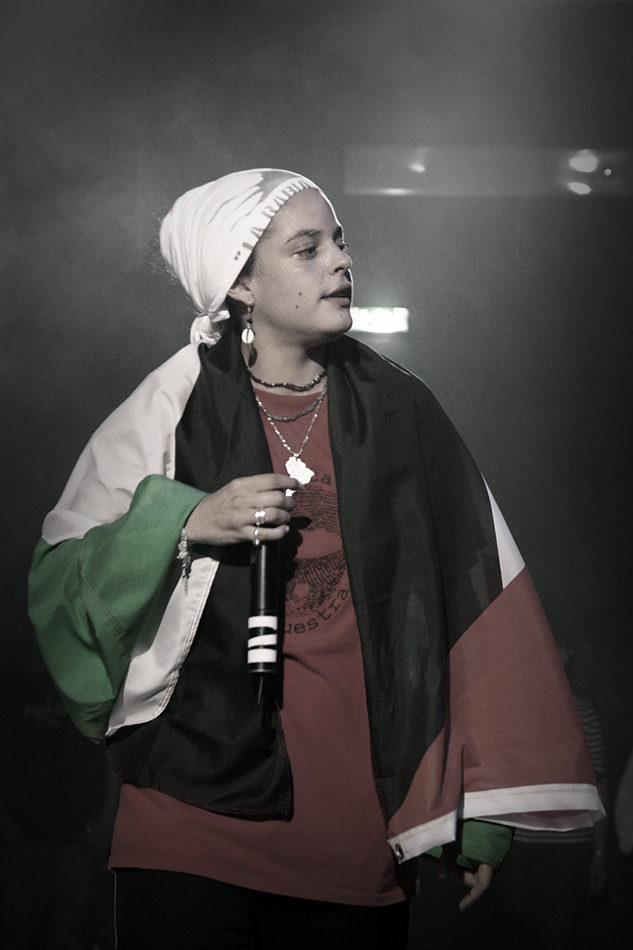
Кени Аркана в 2008 году

### Альбомы
| Год  | Альбом                       | Пиковые позиции | Пиковые позиции | Пиковые позиции | Сертификаты |
| Год  | Альбом                       | BEL Wa          | FRA             | SUI             | Сертификаты |
| ---- | ---------------------------- | --------------- | --------------- | --------------- | ----------- |
| 2005 | L'Esquisse                   | —               | 102             | —               |             |
| 2006 | Entre ciment et belle étoile | 88              | 18              | 95              |             |
| 2008 | Désobéissance                | —               | 14              | 50              |             |
| 2011 | L'Esquisse Vol. 2            | 32              | 11              | 69              |             |
| 2012 | Tout tourne autour du soleil | 72              | 20              | 61              |             |
| 2017 | L'Esquisse 3                 |                 |                 |                 |             |
| 2021 | Avant L'Exode                |                 |                 |                 |             |

### EPs
As Etat-Major
- 2003: Volume 1 (EP)

Solo
- 2004: Le missile est lancé (EP)
- 2006: La rage (EP)